# Daucus hochstetteri
Daucus hochstetteri là một loài thực vật có hoa trong họ Hoa tán. Loài này được A.Braun ex Engl. mô tả khoa học đầu tiên năm 1921.